# لاسلو بالوف
لاسلو بالوف (بالمجرية: Balogh László)‏ هو لاعب رماية مجري، ولد في 9 سبتمبر 1958، وتوفي في أبريل 2019 بسبب حادث مرور.

## وصلات خارجية
- لاسلو بالوف على موقع أوليمبيديا (الإنجليزية)
- لاسلو بالوف على موقع اللجنة الأولمبية المجرية (الهنغارية)